# ويلبر (جالب حظ)

ويلبر في أيقونة جمب.

ويلبر (بالإنجليزية: Wilber)‏ هو جالب الحظ الرسمي لجمب، محرر رسوميات رستر الحر. تم إنشاء ويلبر في وقت قبل 25 سبتمبر 1997 بواسطة توماس كونسمانن، المعروف بـ "تغرت" (tigert) بواسطة جمب. تلقى المزيد من الملحقات من مطوري جمب الآخرين، والتي يمكن إيجادها في Wilber Construction Kit في الشيفرة المصدرية تحت /docs/Wilber_Construction_Kit.xcf.gz.

## وصلات خارجية
- صور ويلبر في صفحة جمب الرئيسية. (قرب النهاية)